# Peștera Pojarul Poliței
Peștera Pojarul Poliței este una din cele mai frumoase peșteri, fiind considerată ca având cele mai diverse speleoteme din carstul românesc. Este un adevărat muzeu natural, pe o lungime relativ mică alternând toată gama de speleoteme aranjate riguros, ca de mâna unui tipicar muzeograf.

## Localizare
Deoarece este rezervație închisă total vizitării, e suficient să amintim că se află în Munții Bihorului, în comuna Gârda de Sus, nu departe de peștera Scărișoara.

## Toponomie
Pojar, care pe lângă boala cunoscută din copilărie mai are și sensul de incendiu, căldură mare, aici are înțelesul de loc călduros, adică versantul sudic al unui deal sau munte expus soarelui unde temperatura este mai ridicată. Poliță este un raft, aici loc orizontal pe panta muntelui. Deci Peștera Pojarul Poliței este peștera situată pe locul drept de pe panta sudică a muntelui.

## Istoric
1929 - Prima mențiune a peșterii este făcută de R. Jeannel și E. G. Racoviță sub numele de "Peștera de la Pojarul Ghețarului". 
1949 - Peștera a fost explorată de M. Serban, I. Viehmann și St. Rotarides.
1955 - A fost făcută prima cartare de I. Viehmann, M. Bleahu și J. Dan. 
1952 - Este declarată monument al naturii și închisă cu o poartă de fier.
1982 - Este schimbată poarta de către Polaris Blaj  ocazie cu care Viorel Roru Ludusan descoperă și explorează cea mai frumoasă galerie a peșterii ("Galeria Polaris"). Se recartează întreaga peșteră.

## Descriere
Pojarul Poliței este o peșteră fosilă formată din galerii (dezvoltate pe diaclaze) și din câteva săli, aparținând unui sistem de drenaj independent. Gura reprezintă un aven de prabușire format secundar.
Intrarea are o forma triunghiulară de 2,5 m lațime și 2 m înălțime. O verticală de 3 m duce într-un culoar puternic descendent. El este împărțit mai jos în două de o concrețiune verticală.
Se coboară prin stânga cu asigurare, căci în dreapta câțiva metri mai jos galeria se termină deasupra unei verticale de 10 m ce poate fi coborâtă numai cu coarda. Înaite era folosită o scară flexubilă de unde și numele de Sala Scării.  Are 15 m lungime, e plină cu bolovani și trunchiuri de copaci căzuți de sus. Din ea la stânga, imediat sub locul în care se coboară, se deschide o fereastră ce duce în sectorul vestic, iar la capătul din dreapta începe galeria ce conduce la sectorul estic, cu galerii puternic ornamentate.
Sectorul vestic este constituit în principal din Sala Mare, la care se ajunge prin fereastra de acces din Sala Scării, după care se coboră o diferență de nivel de 3 m în ramonaj, pe concrețiuni. Urmează o galerie strâmtă de 12 m, până în Sala Mare. Aici încep să apară concrețiunile specifice acestei parți a peșterii: cristale de calcit alb ce pe un fond de roșu, precum și formațiuni perlate de tipul coralite (formațiuni asemănătoare coralilor), cu broboane cu pedunculi lungi. Pe pereții sălii și în nișe se găsesc cristalictite, cristale de calcit arborescente, placi subțiri cu cristale de calcit dispuse în benzi (tipul denumit „furnir"), precum și formațiuni de montmilch . cu microgururi.
Sala Mare are o lungime de 23 m, este orizontală, iar în cele două capete are nișe mai ridicate. Spre sud se află două galerii distincte ascendente. In capătul nordic apare o altă galerie ascendentă mai puțin ornată, cu multe prăbușiri și cu un aport masiv de argila roșie. În sfârșit, lângă peretele estic, cel pe unde am ajuns în sală, se află o imensă formațiune stalagmitică cu diametrul de 6 m și înalțimea de 8 m, Capița, care izolează în spatele ei un culoar scurt și o cămăruță extrem de concreționată. 
Sectorul estic începe din Sala Scării, unde în dreapta se află o parte coborâtă în care se adună apa sub forma unui lac periodic. Aici se urcă o diferență de nivel de 10 metri pe un planșeu calcitic ce formează  podeaua culoarului înălțat. Acesta este bogat concreționat cu coloane, stalagmite, draperii albe de montmilch întărit, cu pereții încrustați cu cristale fibe-roșii, cu clustete și diaclaze cu cristalictite perlate. Este un fel de rezumat a tot ce vom întâlni mai departe în peșteră.
Culoarul acesta este înălțat față de podeaua de rocă a peșterii caci imediat dincolo de el planșeul care l-a constituit este prăbușit, făcând loc unei gropi de circa 8 m diametru și adâncă de 5 m, al cărui fund este ocupat de apă. Sala cu Gururi contrastează în mod izbitor cu splendoarea dinainte, având pereții goi, sfârtecați de coroziune, podeaua plină de nămol și argilă moale. Dincolo de groapă se trece târaș printr-o poartă de numai 0,80 m înălțime într-o sală lipsită de concrețiuni. Apoi, pe sub o arcadă de rocă cu perforații — semn al curgerii sub presiune de odinioară — se trece în Sala Alba, în care se revărsa o splendidă cascadă de montmilch, cizelată extrem de fin în microgururi. Este Patul Miresei. De un alb imaculat cu excepția unei dâre roșietice în partea centrală, sugestiva pentru actul nupțial. În fața patului se află un mare bloc prăbușit din tavan, asemănător unui animal înfundat în noroi, Cerberul. Pe sub arcada de stalactite de montmilch alb se trece într-o noua sală, care și ea are pe dreapta o scurgere de montmilch în cascadă, lungă de 8 m, fasonată și ea de microgururi și care se continuă pe podea cu montmilch cu gururi mai mari, de unde numele de Sala cu Bazine.
Câteva stalagmite perlate anunță un nou aspect al peșterii. Domină clusteritele, concrețiuni sub formă de boabe de struguri, adunate în ciorchini. Galeria face apoi un cot brusc la stânga, unde podeaua dispare. Prăpastia, adânca de 5 m, se trece pe o bârnă de lemn proptită de peretele stâng. Galeria face un cot de 90° la dreapta și trecem acum în galerii cu pereții nuzi, foarte alterați, roșii, cu vine de calcit proeminente și cu cristalictite de talie mare, plasate în lungul fisurilor sau în zone cu aport de apa. Coborând ușor, trecem în Galeria Excentritelor cu două cuiburi de concrețiuni excentrice. 
La etajul superior orientat spre nord, se ajunge mergând pe un tobogan abrupt, puternic concreționat. Urcând pe numeroasele formațiuni existente ajungem într-o galerie situată la circa 20 m mai sus fată de galeria cu prapastie și care reprezintă de fapt prelungirea normală a acesteia la un nivel superior, formate pe aceeași diaclază. 
Înaintând spre nord urcam pe langă o frumoasă placă albă de concrețiuni, spre partea cea mai bogat ornamentată a peșterii, cu nenumărate stalactite și stalagmite perlate, cu o placă „furnir" translucidă. Galeria se termină cu o porțiune descendentă cu montmilch, .
Ultima galerie descoperită, Galeria ,,Polaris" începe tot din apropierea de Sala Scării printr-o cățărare dificilă de 10 m. Este formată dintr-o sală lungă continuată cu un coridor din ce în ce mai îngust și sinuos. Aici poate fi vazut tot ce s-a descris pâna aici dar la superlativ. Trebuie menționate discurile imense prinse de tavan sau perete, orizontale sau oblice încarcate cu cristale excentrice, buzdugane de cristale și ele crescute în toate direcțile sfidând gravitația și legile de cristalizare.
Pojarul Poliței este una dintre peșterile cele mai bogate în concrețiuni din Romania, în care însa nu numarul formațiunilor contează, ci varietatea lor. Se pot deosebi mai multe faciesuri de concreționare și ar fi interesant de studiat factorii care determină aceste variații. Peștera este interesantă și ca forme de sculptare, și ca geneză, probabil fiind rezultatul legării a unor goluri formate independent.

## Condiții de vizitare
Peștera este închisă cu poartă metalică și nu poate fi vizitată.

## Biologie
Sunt prezente multe elemente trogloxene (moluște, coleoptere), dar în parțile întunecate ale culoarelor abundă Pholeuon proserpinae glaciale.

## Arheologie
Nu au fost făcute cercetări în acest domeniu în peșteră.